# Androsace
Pour l’article homonyme, voir Androsace (logiciel).
Genre
Classification phylogénétique
Androsace (les androsaces) est un genre de plantes à fleurs de la famille des Primulacées.
Ce sont de petites plantes herbacées vivaces ou annuelles et sont caractérisées par des feuilles en rosettes basales, des fleurs solitaires ou en ombelles simples. Les fleurs sont de couleur blanche ou rosée.
Elles poussent essentiellement sur la roche nue en altitude, dans des conditions difficiles. Beaucoup sont des espèces protégées.

## Étymologie
Le nom générique, Androsace, est emprunté au latin Androsaces, attesté chez Pline, qui est une transcription du grec, ἀνδρόσακες (andrósakes, composé de ἀνήρ, gén. ἀνδρός, « homme », et σάκος, « bouclier »), attesté chez Dioscoride, qui désignait une espèce d'algue du littoral syrien, l'acétabulaire (Acetabularia acetabulum), dont « la tige nue se termine par une feuille concave en forme de bouclier »,.

## Caractéristiques générales
Les androsaces sont des plantes herbacées annuelles, bisannuelles ou vivaces, généralement acaules dont les pousses issues d'un caudex (souche) sont dressées ou décombantes.
Les feuilles sont groupées en rosettes, plus rarement alternes. Les rosettes, parfois solitaires, sont généralement groupées en tapis lâches ou en coussins compacts.
Les fleurs, à symétrie pentamère, sont rarement solitaires, le plus souvent groupées en ombelles.  Elles présentent un calice campanulé à subglobuleux, plus ou moins profondément lobé et une corolle tubulaire avec des lobes entiers ou émarginés, de couleur blanche, rose, violette ou rouge foncé, rarement jaune. Les étamines, aux filaments très courts et aux anthères ovales, sont insérées sur le tube de la corolle.
Le fruit est une capsule subglobuleuse, déhiscente près de la base.

## Distribution et habitat
L'aire de répartition du genre Androsace, essentiellement arctico-alpine, est très étendue et comprend une grande partis de l'hémisphère nord, ainsi que la pointe sud de l'Amérique du Sud.

## Taxinomie

### Synonymes
Selon BioLib (29 avril 2019) :
- Aretia L.
- Gregoria Duby
- Pseudoprimula (Pax) O. Schwarz
- Vitaliana Sesl.

### Liste d'espèces

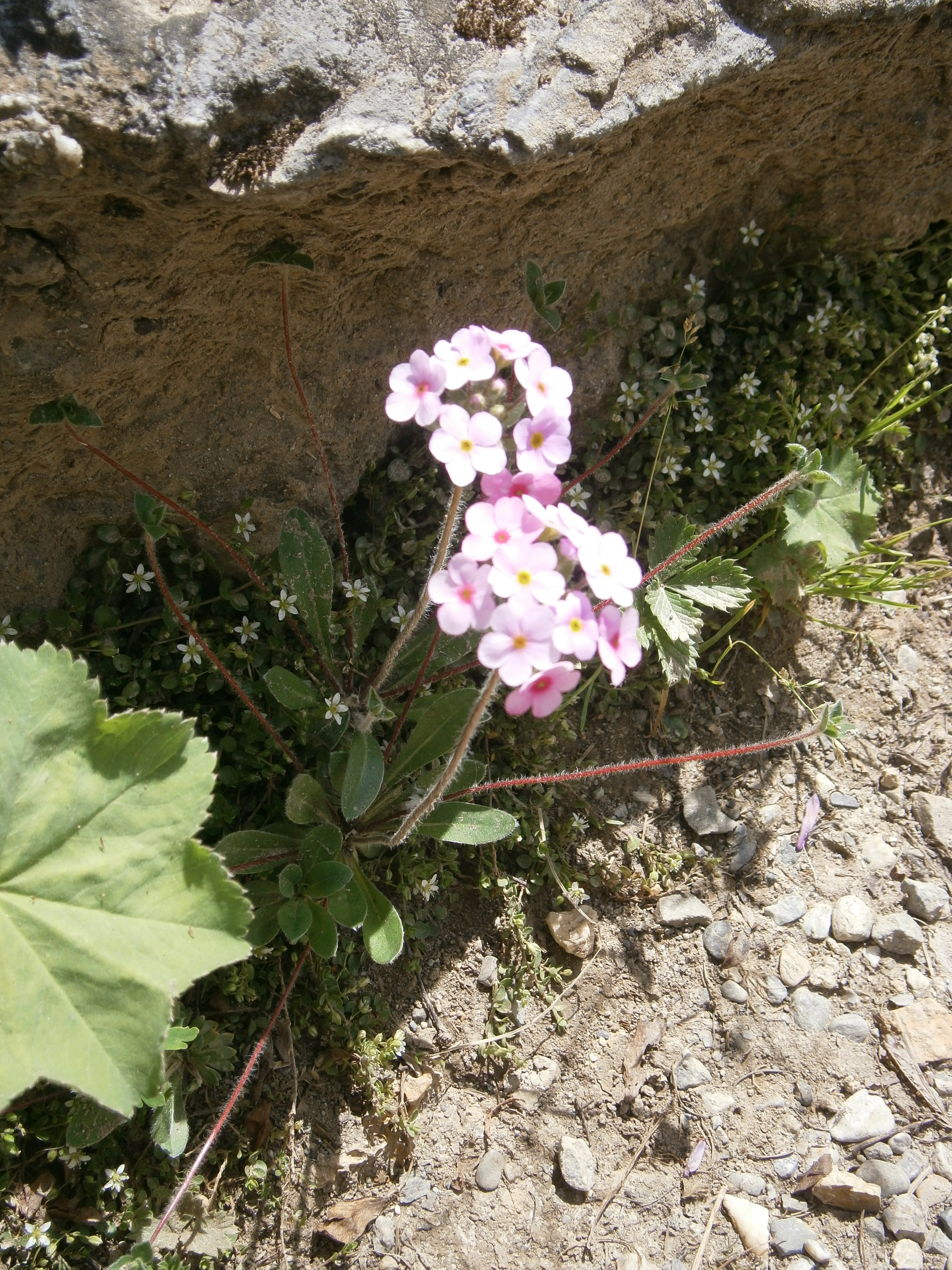
Androsace dasyphylla.

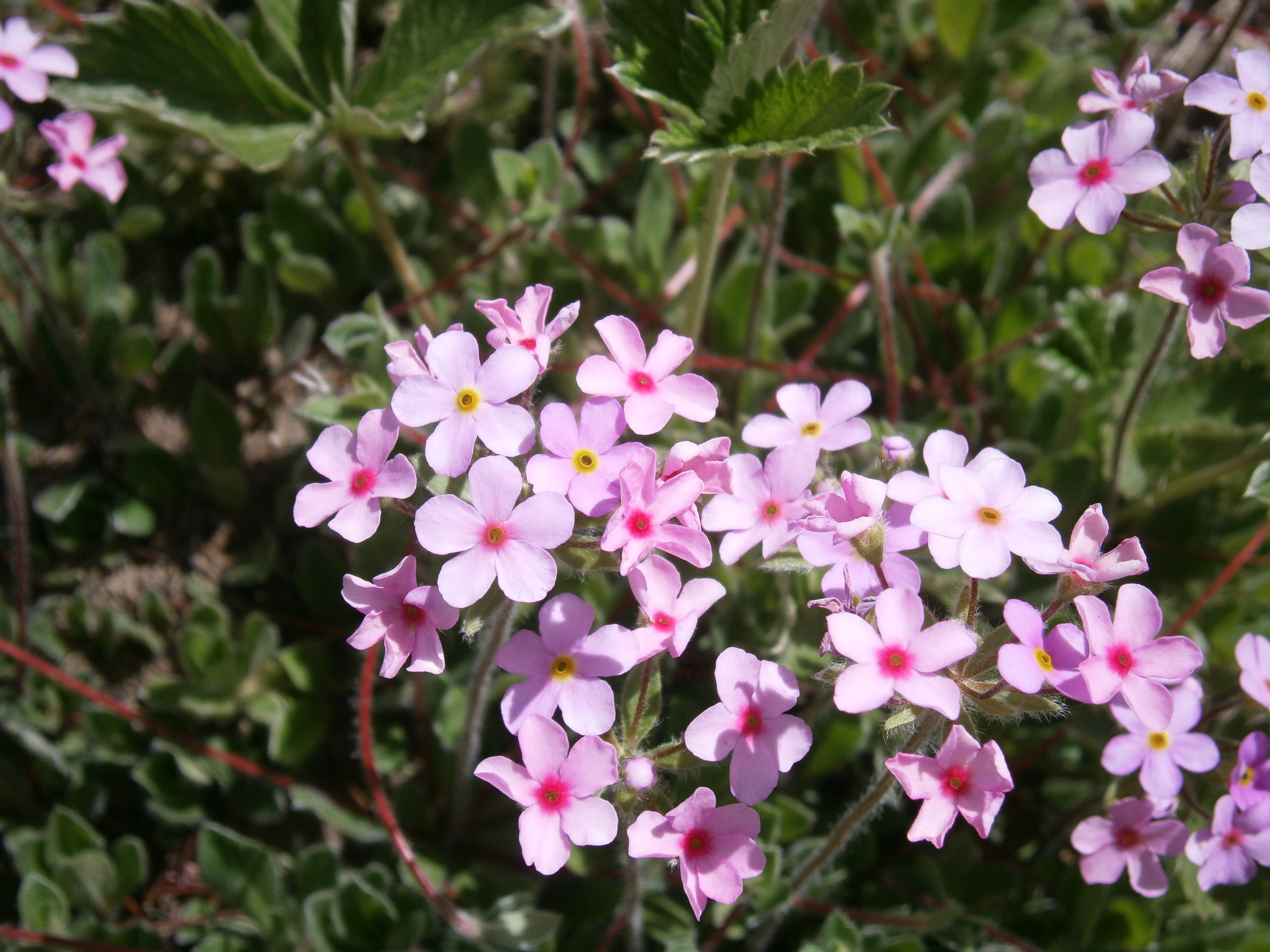
Androsace sarmentosa.

Selon The Plant List (29 avril 2019), avec des ajouts de trois nouvelles espèces dans les Alpes:
- Androsace adenocephala Hand.-Mazz.
- Androsace adfinis Biroli
- Androsace aflatunensis Ovcz.
- Androsace aizoon Duby
- Androsace akbaitalensis Derganc ex O.Fedtsch.
- Androsace alaica Ovcz. & S.B.Astan.
- Androsace alaschanica Maxim.
- Androsace alaskana Coville & Standl. ex Hultén
- Androsace albana Steven
- Androsace alchemilloides Franch.
- Androsace alpina (L.) Lam.
- Androsace americana Wendelbo
- Androsace amurensis Prob.
- Androsace apus Franch. ex R.Knuth
- Androsace aretioides A.Kern.
- Androsace armeniaca Duby
- Androsace axillaris (Franch.) Franch.
- Androsace baltistanica Y.J.Nasir
- Androsace beringensis (S.Kelso, Jurtzev & D.F.Murray) Cubey
- Androsace bidentata K.Koch
- Androsace bisulca Bureau & Franch.
- Androsace brachystegia Hand.-Mazz.
- Androsace brahmaputrae Hand.-Mazz.
- Androsace brevis (Hegetschw.) Ces.
- Androsace bryomorpha Lipsky
- Androsace bulleyana Forrest
- Androsace caduca Ovcz.
- Androsace caespitosa Lehm. ex Spreng.
- Androsace cernuiflora Y.C.Yang & R.F.Huang
- Androsace chaixii Gren. & Godr.
- Androsace chamaejasme Wulfen
- Androsace ciliata DC.
- Androsace ciliifolia Ludlow
- Androsace cinerascens B.L.Rob.
- Androsace constancei Wendelbo
- Androsace cordifolia Wall.
- Androsace coronata (Watt) Hand.-Mazz.
- Androsace cortusifolia Nakai
- Androsace croftii Watt
- Androsace cuscutiformis Franch.
- Androsace cuttingii C.E.C.Fisch.
- Androsace cylindrica DC.
- Androsace darvasica Ovcz.
- Androsace delavayi Franch.
- "Androsace delphinensis" Dentant, Lavergne, F.C. Boucher & S. Ibanez.
- Androsace dielsiana R.Knuth
- Androsace dissecta (Franch.) Franch.
- Androsace diversifolia C.Y.Wu
- Androsace duthieana R.Knuth
- Androsace elatior Pax & K.Hoffm.
- Androsace elongata L.
- Androsace engleri R.Knuth
- Androsace erecta Maxim.
- Androsace eritrichioides Gand.
- Androsace escheri Brügger
- Androsace euryantha Hand.-Mazz.
- Androsace exscapa (Turcz.) Maximova
- Androsace fedtschenkoi Ovcz.
- Androsace filiformis Retz.
- Androsace flavescens Maxim.
- Androsace foliosa Duby
- Androsace forrestiana Hand.-Mazz.
- Androsace gagnepainiana Hand.-Mazz.
- Androsace geraniifolia Watt
- Androsace globifera Duby
- Androsace globiferoides (Kunth) Hand.-Mazz.
- Androsace gmelinii (L.) Roem. & Schult.
- Androsace gorodkovii Ovcz. & Karav.
- Androsace graceae Forrest ex W.W.Sm.
- Androsace gracilis Hand.-Mazz.
- Androsace graminifolia C.E.C.Fisch.
- Androsace halleri L.
- Androsace handel-mazzettii Kress
- Androsace harrissii Duthie
- Androsace hausmannii Leyb.
- Androsace hazarica R.R.Stewart ex Y.J.Nasir
- Androsace hedreantha Griseb.
- Androsace heeri W.D.J.Koch
- Androsace helvetica (L.) All.
- Androsace hemisphaerica Ludlow
- Androsace henryi Oliv.
- Androsace hohxilensis R.F.Huang & S.K.Wu
- Androsace hookeriana Klatt
- Androsace hopeiensis Nakai
- Androsace hybrida A.Kern.
- Androsace idahoensis (Douglass M.Hend.) Cubey
- Androsace integra (Maxim.) Hand.-Mazz.
- Androsace intermedia Ledeb.
- Androsace jacquemontii Duby
- Androsace khokhrjakovii Mazurenko
- Androsace komovensis Schönsw. & Schneew.
- Androsace kouytchensis Bonati
- Androsace kuczerovii Knjaz.
- Androsace kuvajevii Mazurenko
- Androsace lactea L.
- Androsace laevigata (A.Gray) Wendelbo
- Androsace laggeri A.Huet
- Androsace lanuginosa Wall.
- Androsace laxa C.M.Hu & Y.C.Yang
- Androsace lehmanniana Spreng.
- Androsace limprichtii Pax & K.Hoffm.
- Androsace longifolia Turcz.
- Androsace lowariensis Y.J.Nasir
- Androsace ludlowiana Hand.-Mazz.
- Androsace mairei H.Lév.
- Androsace marpensis G.F.Sm.
- Androsace mathildae Levier
- Androsace maxima L.
- Androsace medifissa Y.L.Chen & Y.C.Yang
- Androsace minor (Hand.-Mazz.) C.M.Hu & Y.C.Yang
- Androsace mirabilis Franch.
- Androsace mollis Hand.-Mazz.
- Androsace montana (A.Gray) Wendelbo
- Androsace mucronifolia Watt
- Androsace multiscapa Duby
- Androsace muscoidea Duby
- Androsace nivalis (Lindl.) Wendelbo
- Androsace nortonii Ludlow
- Androsace obtusifolia All.
- Androsace occidentalis Pursh
- Androsace ochotensis Willd. ex Roem. & Schult.
- Androsace ojhorensis Y.J.Nasir
- Androsace ovalifolia Y.C.Yang
- Androsace ovczinnikovii Schischk. & Bobrov
- Androsace pavlovskyi Ovcz.
- Androsace paxiana R.Knuth
- Androsace pedemontana Rchb.
- Androsace phaeoblephara Hand.-Mazz.
- Androsace podlechii Wendelbo
- Androsace poissonii R.Knuth
- Androsace pomeiensis C.M.Hu & Y.C.Yang
- Androsace pubescens DC.
- Androsace pyrenaica Lam.
- Androsace refracta Hand.-Mazz.
- Androsace rhizomatosa Hand.-Mazz.
- Androsace rigida Hand.-Mazz.
- Androsace rockii W.E.Evans
- Androsace rotundifolia Hardw.
- Androsace runcinata Hand.-Mazz.
- Androsace russellii Y.J.Nasir
- Androsace salasii Kurtz
- Androsace sarmentosa Wall.
- "Androsace saussurei" Dentant, Lavergne, F.C. Boucher & S. Ibanez.
- Androsace selago Hook.f. & Thomson ex Klatt
- Androsace sempervivoides Jacq. ex Duby
- Androsace septentrionalis L.
- Androsace sericea Ovcz.
- Androsace sessiliflora Turrill
- Androsace similis Craib
- Androsace spinulifera (Franch.) R.Knuth
- Androsace squarrosula Maxim.
- Androsace staintonii Y.J.Nasir
- Androsace stenophylla (Petitm.) Hand.-Mazz.
- Androsace strigillosa Franch.
- Androsace sublanata Hand.-Mazz.
- Androsace sutchuenensis Franch.
- Androsace tanggulashanensis Y.C.Yang & R.F.Huang
- Androsace tapete Maxim.
- Androsace tibetica (Maxim.) R.Knuth
- Androsace tonkinensis Bonati
- Androsace tribracteata R.F.Huang
- Androsace tschuktschorum R.Knuth
- Androsace umbellata (Lour.) Merr.
- Androsace vandellii (Turra) Chiov.
- Androsace vegae R.Knuth
- "Androsace vesulensis" Dentant, Lavergne, F.C. Boucher & S. Ibanez.
- Androsace villosa L.
- Androsace wardii W.W.Sm.
- Androsace wilsoniana Hand.-Mazz.
- Androsace wulfeniana (Sieber ex Koch) Rchb.
- Androsace yargongensis Petitm.
- Androsace zambalensis (Petitm.) Hand.-Mazz.
- Androsace zayulensis Hand.-Mazz.

## Répartition géographique

### Europe
En Europe, on rencontre une vingtaine d'espèces. Certaines sont strictement européennes.
- Androsace alpina, l'androsace des Alpes est endémique de la chaîne des Alpes. Elle a récemment été scindée en deux espèces : Androsace alpina et Androsace vesulensis, caractéristique des massifs ophiolitiques[7].
- Androsace carnea, l'androsace carnée pousse sur les pelouses et rocailles des montagnes d'Europe de l'Ouest.
- Androsace lactea, l'androsace lactée pousse les hautes montagnes calcaires d'Europe de l'ouest et d'Europe centrale.
- Androsace cylindrica, l'espèce de l'androsace cylindrique et de l'androsace hirsute est endémique des Pyrénées.

- Androsace chamaejasme, l'androsace petit jasmin, est une espèce rare que l'on retrouve sur les hautes montagnes d'Europe, mais aussi d'Asie et d'Amérique du Nord.
- Androsace villosa, l'androsace velue, pousse dans les pelouses sèches des montagnes d'Europe de l'ouest, d'Europe centrale mais aussi de l'ensemble de l'Asie.
- Une autre primulacée, Vitaliana primuliflora, est parfois citée en tant que Androsace vitaliana (L.) Lapeyr., classée par d'autres sous Vitaliana Sesler « Ses fleurs sont hétérostyles, le calice de la forme conique, et la corolle de couleur jaune »[8].

- Androsace brevis
- Androsace chaixi, l'androsace de Chaix
- Androsace ciliata, l'androsace ciliée
- Androsace delphinensis, l'androsace du Dauphiné, une nouvelle Androsace du groupe pubescens, présente sur substrat siliceux, endémique des Alpes centrales et du massif des Ecrins
- Androsace elongata, l'androsace allongée
- Androsace filiformis, l'androsace à feuilles filiformes
- Androsace hausmannii, l'androsace de Hausmann
- Androsace helvetica, l'androsace de Suisse
- Androsace hedraeantha
- Androsace mathildae, l'androsace de Mathilde
- Androsace maxima, la grande androsace (androsace des champs)
- Androsace obtusifolia, l'androsace à feuilles obtuses
- Androsace pyrenaica, l'androsace des Pyrénées
- Androsace pubescens, l'androsace pubescente, présente sur substrats calcaires
- Androsace saussurei, l'androsace de De Saussure, une nouvelle Androsace du groupe pubescens, présente sur substrat siliceux, endémique du massif du Mont Blanc
- Androsace septentrionalis, l'androsace septentrionale
- Androsace vandellii, l'androsace de Vandelli
- Androsace vesulensis, l'androsace du mont Viso, une nouvelle Androsace du groupe alpina
- Androsace vitaliana, ou Gregoria vitaliana, l'androsace de Vital
- Androsace wulfeniana, l'androsace de Wulfen

### Amérique du Nord
Selon ITIS (28 déc. 2016) :
- Androsace alaskana Coville & Standl. ex Hultén
- Androsace americana Wendelbo
- Androsace beringensis (S. Kelso, Jurtzev & D.F. Murray) Cubey
- Androsace chamaejasme Wulfen ex Host
- Androsace constancei Wendelbo
- Androsace elongata L.
- Androsace filiformis Retz.
- Androsace idahoensis (Douglass M. Hend.) Cubey
- Androsace laevigata (A. Gray) Wendelbo
- Androsace maxima L.
- Androsace montana (A. Gray) Wendelbo
- Androsace nivalis (Lindl.) Wendelbo
- Androsace occidentalis Pursh
- Androsace ochotensis Roem. & Schult.
- Androsace septentrionalis L.